# Ensina lettowvorbecki
Ensina lettowvorbecki är en tvåvingeart som först beskrevs av Speiser 1924.  Ensina lettowvorbecki ingår i släktet Ensina och familjen borrflugor.
Artens utbredningsområde är Tanzania. Inga underarter finns listade i Catalogue of Life.